# Грехи в исламе
1. Придание Аллаху сотоварищей

2. Колдовство

3. Невыполнение намаза

4. Убийство человека не по праву

5. Уклонение от выплаты закята

6. Непослушание родителям

7. Ростовщичество

8. Посягательство на имущество сироты

9. Выдумывание хадисов

10. Несоблюдение поста без уважительной причины

11. Бегство с поля боя (дезертирство)

12. Прелюбодеяние и блуд

13. Управление государством, обманывая и тираня (как Фираун) граждан

14. Употребление спиртных напитков

15. Высокомерие, гордыня, надменность

16. Лжесвидетельство

17. Гомосексуализм

18. Клевета на порядочную женщину

19. Незаконное использование трофеев, средств народной казны и пожертвований

20. Присвоение чужого имущества

21. Воровство

22. Разбой

23. Принесение ложных клятв

24. Ложь

25. Самоубийство

26. Нечестность в вынесении судебных решений

27. Допущение легкого поведения жены, дочерей и т. д.

28. Уподобление женщин мужчинам, а мужчин – женщинам

29. Мошеннический никях (фиктивный брак)

30. Употребление в пищу крови, мертвечины и свинины

31. Неаккуратность в отношении мочи

32. Неправедный сбор налогов

33. Лицемерие

34. Предательство

35. Получение религиозных знаний ради мирского и сокрытие их ради мирского

36. Попрекание оказанной милостью

37. Отрицание предопределения

38. Выведывание чужих секретов

39. Проклятие

40. Неподчинение приказу (если приказ выдан правоверным мусульманином)

41. Вера в слова прорицателей и предсказателей (кахин)

42. Непокорность женщины мужу

43. Отказ от общения с родственниками

44. Изображение живых существ

45. Сплетни

46. Громкое оплакивание умершего

47. Злословие о родословной человека

48. Притеснение и нанесение обид

49. Поднимать оружие на мусульман и обвинять их в неверии

50. Причинение вреда и оскорбление мусульман

51. Причинение вреда праведникам

52. Удлинение одежды для важности вида (пижонство)

53. Ношение шёлковой одежды и золота мужчинами

54. Бегство раба

55. Принесение в жертву животного не ради Аллаха

56. Подмена меток, обозначающих границы земельных участков

57. Оскорбление сподвижников Пророка

58. Оскорбление ансаров

59. Призыв к запретному и греху

60. Ношение парика и нанесение татуировки

61. Угроза мусульманам оружием

62. Признание отцом того, кто не является таковым

63. Пророчить плохое

64. Использование золотой и серебряной посуды для еды и питья

65. Спор

66. Кастрирование раба, его избиение и угнетение

67. Обвешивание покупателя

68. Уверенность в своей безопасности от наказания Аллаха

69. Потеря надежды на Аллаха

70. Неблагодарность за полученные блага

71. Отказ давать людям воду, при наличии её в большом объёме

72. Нанесение клейма на животное

73. Азартные игры

74. Преступления в Масджид аль-Харам

75. Отказ от пятничной молитвы без уважительной причины и совершение её в одиночестве

76. Шпионаж против мусульман и тайное выведывание их секретов
Исламские теологи перечисляли следующие большие грехи: пропуск поста в Рамадан без причины; организация совершения греха, например, организация публичных домов и т. п.; отказ от выплаты закята; сутенёрство; обман в операциях купли-продажи; дача ложной клятвы; разрыв отношений с родителями и родственниками; пропуск намаза без уважительной причины; дезертирство с фронта, когда идёт война в защиту ислама; использование процентов (ростовщичество), занятие колдовством и магией, обман, расточительство и т. д.

## Грехи неверия
- Неверие (куфр).
- Лицемерие (нифак).
- Многобожие (ширк).
- Вероотступничество (ридда).

## Грехи тела
- Татуирование.
- Уподобление противоположному полу.
- Изменение тела.
- Ношение мужчиной золотых изделий и шёлка.

В исламе различают 7 видов органов человека, которые могут совершать грехи. К ним относятся: глаза, уши, язык, руки, ноги, живот и половые органы.

### Грехи глаз
- Похотливый взгляд.
- Рассматривание срамных частей тела (аврат). Для женщин авратом считается всё тело, кроме овала лица и кистей рук, для мужчин — от пупка до колен включительно.
- Презрительный взгляд на человека.
- Подсматривание и подглядывание в чужой дом, замочную скважину и т. д.

### Грехи ушей
- Подслушивание разговоров людей, не желающих, чтобы их слышали.
- Прослушивание запрещённой музыки и звуков.
- Слушание клеветы, злословия, сплетней и тому подобное.

### Грехи языка
- Проклятие
- Обман
- Громкое оплакивание, крики и причитания по усопшему
- Лжесвидетельство и ложная клятва
- Злорадство (шамата)[2]
- Высмеивание (сухрия)[3]
- Упрек (манн)[4]
- Пустословие (лягу)[5]

#### Зыхар
Зыхар — это говорить своей жене: «Ты для меня как спина моей матери». Некоторые употребляют это выражение (или слова такого же значения), имея в виду, что он сравнивает жену с родной матерью. Следовательно приближаться к жене для него не дозволено, пока он не искупит этот грех.

#### Сквернословие (база)
База (от араб. بَذَاء‎ — «непристойность», «бесстыдство», «сквернословие») — сквернословие, непристойные разговоры. Давая определение слову база, средневековый исламский богослов Имам аль-Газали сказал: «Сквернословие — это когда человек говорит о непристойных вещах открытым текстом».

#### Сплетни (намима)
Намима (от араб. نَمِيمَة‎ — «клевета», «сплетня») — сплетня, передача слов от одних людей к другим, для того чтобы поссорить их и испортить отношения между ними. Для того, чтобы подобная передача слов от одного человека к другому считалась намимой, необязательно обманывать или передавать ложные сведения, а достаточно сказать неправду.

#### Ложь
Ифк — клевета в адрес какого-либо человека. Это запрещённое исламом деяние, являющееся большим грехом. Клеветники будут подвержены Аллахом мучительному наказанию. Самой большой клеветой является многобожие (ширк), а вера в могущество кого-либо, кроме Аллаха, является ложью. О таком виде лжи говорится в 50 аяте суры Худ:

«Мы отправили к адитам их брата Худа. 

Он сказал: «О мой народ! Поклоняйтесь Аллаху, ибо нет у вас иного божества, кроме Него. Вы же измышляете ложь»—  11:50
Зур (от араб. زور‎ — «ложь») — ложь.

#### Клевета (Бухтан)
Бухтан (от араб. بُهْتَان‎ — «неправда», «ложь», «клевета», «злословие») — это сплетни, наговор, недостоверная информация о человеке.

Однажды посланник Аллаха (ﷺ) спросил людей: «Знаете ли вы, что такое хула?»

Они ответили: «Аллах и его посланник знают лучше».

Он сказал: «Это твое упоминание о брате твоем то, что ему бы не понравилось».

Кто-то спросил: «А если брат мой и в самом деле таков, как я говорю?».

Он сказал: «Если он действительно таков, то ты совершаешь гыйбу, а если не таков, то бухтан».— сборник хадисов Муслима

#### Гыйба
Гыйбат, гыба, гайбат (араб. غِيبَةٌ — «хула», «поклёп») — заглазное осуждение, сплетня в адрес какого-либо человека, стремление разузнать личные тайны человека для предания их гласности. Гыйбат — «говорить о третьем лице в его отсутствие нелицеприятные вещи, осуждать за глаза, охаивать». Это слово одного корня со словом «гайб — неизведанное, скрытое». В Коране и хадисах пророка Мухаммеда понятие гыйбат часто сравнивается с поеданием мяса мёртвого человека.

Разве понравится кому-либо из вас есть мясо своего покойного брата—  49:12
Гыйбатом также считаются любые разговоры об отсутствующем человеке, которые ему бы не понравились, даже если это правда.
Ислам запрещает эти деяния и рассматривает их одними из самых богопротивных.
Гыйбат разрешается только в нижеследующих случаях:
1. При свидетельствовании на суде;
2. В случае, если человек страдает от несправедливости какого-нибудь деспота;
3. Если осуждается человек, который совершенно открыто, не стесняясь общества, совершает греховные деяния[8].

#### Обвинение в грехе (казф)
Казф (от араб. قذف‎ — «поношение», «клевета», «оскорбление») — клевета в адрес какого-либо человека о совершении им прелюбодеяния. В основе арабское слово казф имеет значение «бросать», «метать что-либо изо всех сил». Затем это слово приобрело новое значение — обвинять кого-либо в совершении какого-то греха.
В Коране об этом говорится: 

Воистину, те, которые обвиняют в неверности целомудренных, не ведающих [греха], верующих женщин, да будут прокляты в этом мире и будущем! 

Им уготовано великое наказание—  24:23
Согласно Корану, тот, кто объявил о совершении прелюбодеяния какой-либо женщиной и не сумел привести в подтверждение своих слов четырёх свидетелей, должен быть наказан 80 ударами:

Тех, которые возведут навет на целомудренных женщин, но при этом не приведут четырех свидетелей, секите восьмьюдесятью [ударами] плети 

и никогда не берите их в качестве свидетелей, ибо они — преступающие закон—  24:4

### Грехи рук
- Обвешивание, обмеривание и воровство.
- Грабёж, разбой.
- Убийство без права.
- Избиение, искалечивание, живодёрство.
- Взяточничество.
- Азартные игры.
- Прикосновение с вожделением к лицам противоположного пола.
- Создание идолов, скульптур одушевленных созданий.
- Написание того, что запрещено произносить (см. выше Грехи языка).

### Грехи ног
- Путешествие женщины без близкого родственника (махрама) или мужа.
- Прохождение перед молящимся при выполнении условия ограждения (сутра).
- Бегство жены, должника, раба и т. д.
- Горделивая, кичливая либо вызывающая походка.

### Грехи живота
- Употребление в пищу того, что получено незаконным путём (харам) в результате ростовщичества, воровства и т. д..
- Употребление хамра: спиртного, опьяняющих и одурманивающих веществ (наркотиков).
- Употребление в пищу нечистот (наджаса), мяса животных, запрещённых шариатом (свинина, мертвечина, мясо хищников и животных, заколотых без упоминания имени Аллаха).

### Грехи половых органов
- Прелюбодеяние (зина).
- Гомосексуальность и бисексуальность.
- Анальный секс (ливат).
- Скотоложство.
- Онанизм.
- Совершение полового акта во время менструации или послеродовых выделений; или же после их прекращения и до совершения женщиной ритуального купания; или после его совершения женщиной без намерения о снятии большого хадаса, или при отсутствии одного из условий ритуального купания.
- Обнажение половых органов перед тем, при ком запрещено это делать.
- Справление нужды на могилу, в тени, где отдыхают люди, в стоячую воду и т. д.

## Нравственные грехи
- Высокомерие,
- Гордыня,
- Тщеславие (самолюбие),
- Лицемерие (показные действия),
- Зависть,
- Коварство,
- Жадность (алчность, скупость).

## Покаяние и прощение грехов
Та́уба (араб. توبة‎) — покаяние, молитва Аллаху о прощении грехов. Покаяние, совершаемое часто, после каждого греха называется тауба аль-истигфар. Покаяние от какого-либо греха, совершаемое одновременно с намерением более не совершать его, называется тауба ан-насух. Такому покаянию необходимо неукоснительно следовать. Покаяние является обязательным (фард) действием после любого совершенного греха, и опаздывать с ним нельзя. Покаяние совершается путём закрепления его в сердце и выражения языком. При выполнении всех условий совершения покаяния мусульманин должен надеяться на то, что Аллах простит его.